# Sibirocosa
Sibirocosa es un género de arañas araneomorfas de la familia Lycosidae. Se encuentra en Rusia asiática, China y Asia central.

## Lista de especies
Según The World Spider Catalog 12.0:
- Sibirocosa alpina Marusik, Azarkina & Koponen, 2004
- Sibirocosa kolymensis Marusik, Azarkina & Koponen, 2004
- Sibirocosa manchurica Marusik, Azarkina & Koponen, 2004
- Sibirocosa sibirica (Kulczynski, 1908)
- Sibirocosa subsolana (Kulczynski, 1907)